# Champagnolles
Champagnolles – miejscowość i gmina we Francji, w regionie Nowa Akwitania, w departamencie Charente-Maritime.
Według danych na rok 1990 gminę zamieszkiwało 449 osób, a gęstość zaludnienia wynosiła 26 osób/km² (wśród 1467 gmin regionu Poitou-Charentes Champagnolles plasuje się na 590. miejscu pod względem liczby ludności, natomiast pod względem powierzchni na miejscu 489.).